# کلیر گرانت
کلیر گرانت (به انگلیسی: Clare Grant) (زاده ۲۳ اوت ۱۹۷۹) بازیگر آمریکایی است.
از فیلم‌های معروف او می‌توان به بازی در فیلم ناله مار سیاه، تغییر زمین و هاله پوچ اشاره کرد.